# Route nationale 9 (Madagaskar)

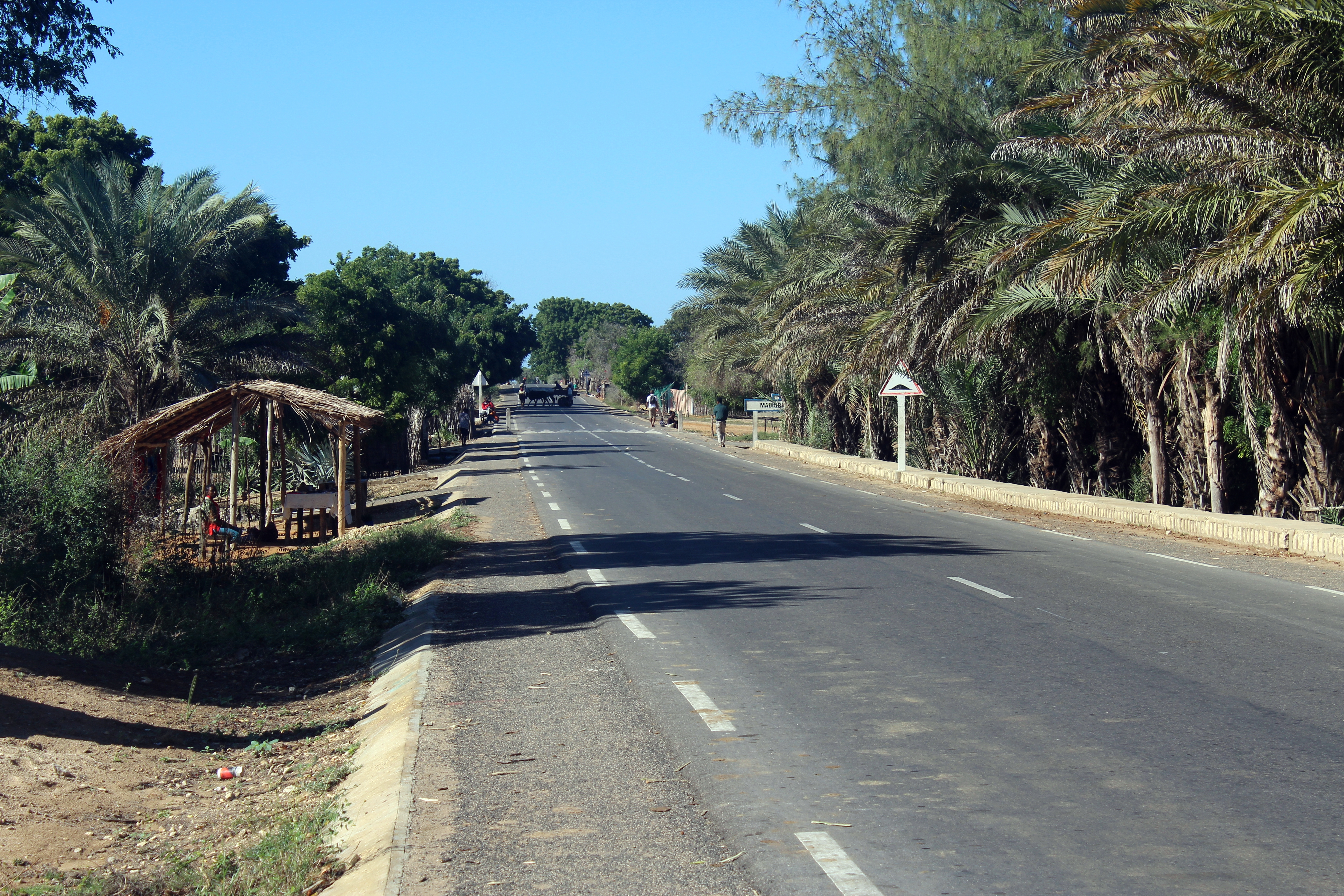
Route nationale 9, etwa 34 km nördlich Toliara

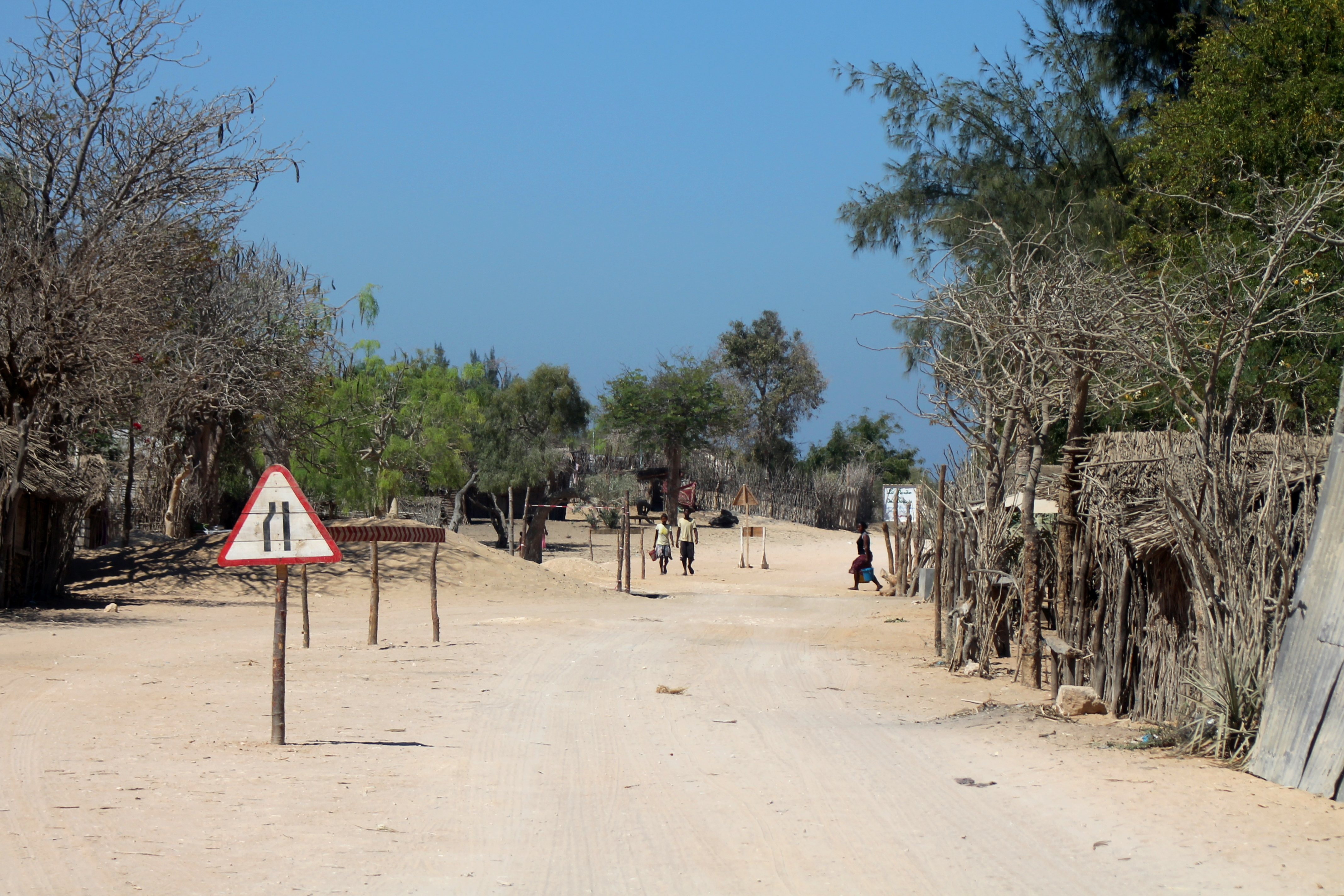
Ein unasphaltierter Streckenabschnitt der RN 9

Die Route nationale 9 (RN 9) ist eine 382 km lange Nationalstraße im Südwesten von Madagaskar in den Provinzen Atsimo-Andrefana und Menabe. Sie beginnt in Toliara (Tuléar) als Verlängerung der RN 7 und verläuft über Ifaty, vorbei am Ihotry-See und weiter über Manja und Mandabe bis an die RN 35 bei Mahabo. Eine Abzweigung bis in die Küstenstadt Morombe trägt die Bezeichnung RN 55.
Die ersten 107 km ab Toliara wurden zwischen 2013 und 2018 als Asphaltstraße ausgebaut, der Rest der Strecke ist unasphaltiert und in der Regenzeit schwer passierbar.